# Głos Ludu (dziennik PPR)
Głos Ludu – polski dziennik, organ Polskiej Partii Robotniczej.

## Opis
Gazeta została założona w 1944 w Lublinie. Od stycznia 1945 do czerwca 1945 ukazywała się w Łodzi. 20 czerwca 1945 redakcja przeniosła się do Warszawy. W grudniu 1948 została połączona z „Robotnikiem” w „Trybunę Ludu”.
Redaktorami naczelnymi pisma byli Edward Uzdański (1945), Ostap Dłuski (1945–1948).